# 凯文·罗宾津
凯文·罗宾津（英語：Kevin Robinzine，1966年4月12日—），美国男子田径运动员，主攻短跑。他曾代表美国参加1988年夏季奥林匹克运动会田径比赛，获得男子4×400米接力金牌。